# Darina
Darina je ženské křestní jméno jihoslovanského původu. Jeho význam je obvykle uváděn jako „dar, dárek“. V českém občanském kalendáři má svátek 22. září.

## Domácké podoby
- Darinka
- Darka
- Darča
- Darunka
- Dari

## Statistické údaje
Následující tabulka uvádí četnost jména v ČR a pořadí mezi ženskými jmény ve srovnání dvou roků, pro které jsou dostupné údaje MV ČR – lze z ní tedy vysledovat trend v užívání tohoto jména:
| Rok       | Četnost   | Pořadí      |
| 1999      | 4224      | 127.        |
| 2002      | 4306      | 127.        |
| Porovnání | o 82 více | žádná změna |
| 2006      | 4577      | 124.        |

Změna procentního zastoupení tohoto jména mezi žijícími ženami v ČR (tj. procentní změna se započítáním celkového úbytku žen v ČR za sledované tři roky 1999-2002) je +2,8%.

## Známé nositelky jména
- Darina Rolincová, slovenská zpěvačka
- Darina Allen, irská šéfkuchařka
- Darina Laščiaková, slovenská redaktorka
- Darina Takova, bulharská sopranistka
- Darina Alster, česká umělkyně
- Darina Ničová (* 1981) – česká herečka a spisovatelka
- Darina Gabániová (* 1955) – slovenská politička a poslankyně
- Darina Vymětalíková (* 1980) - sportovní redaktorka ČT